# Jan Evert Grave

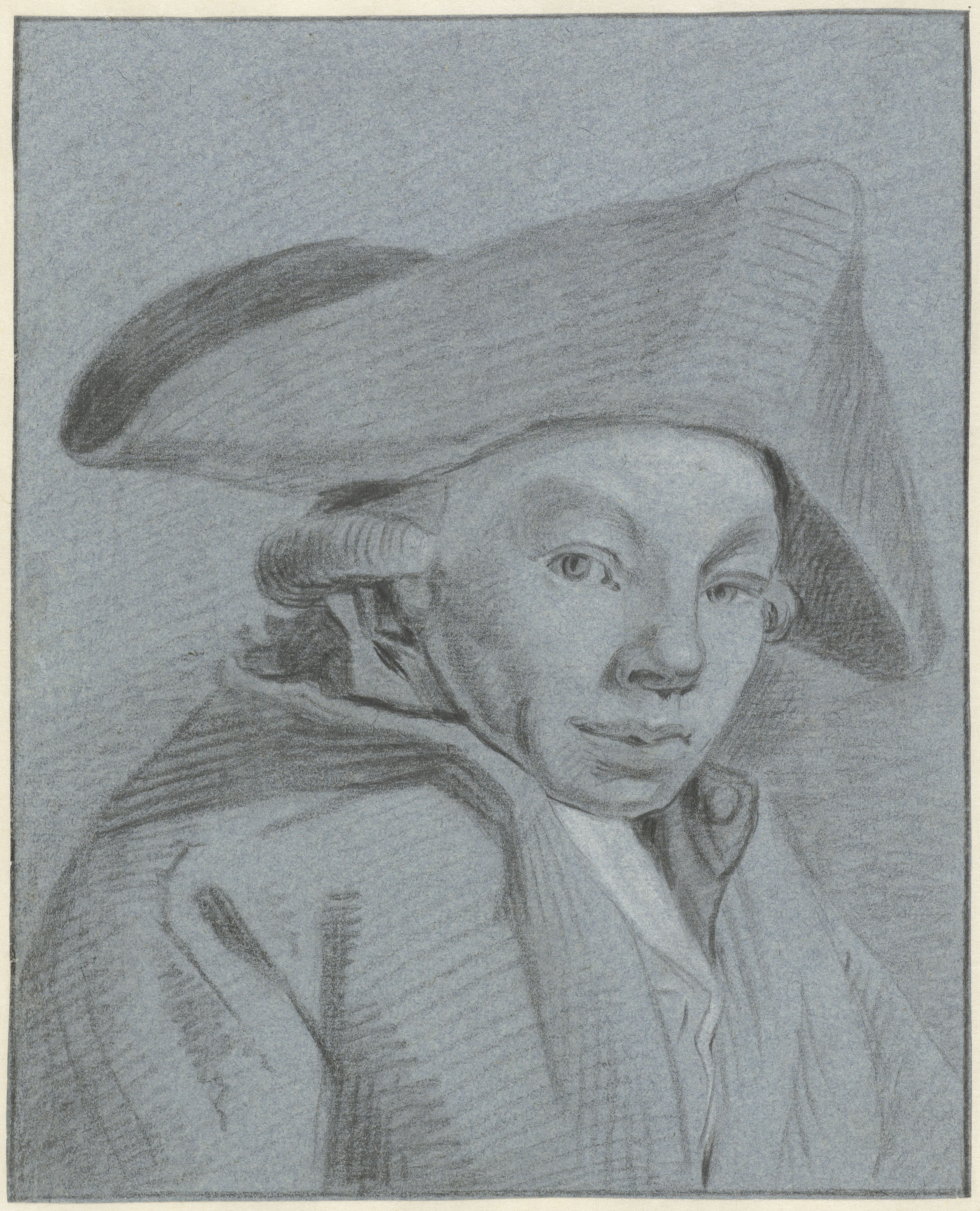
Selbstporträt von Jan Evert Grave

Jan Evert Grave (* 28. Januar 1759 in Amsterdam; † 10. Dezember 1805 ebenda)  war ein niederländischer Landschaftszeichner und Aquatinta-Stecher.
Grave erhielt seinen Unterricht im Zeichnen durch den Landschaftsmaler Jacob Cats. Ferner bildete er sich auch beim Stecher Jan Punt aus. Er gehörte der Malergesellschaft Felix Meritis an.  U. a. schuf er eine Folge von acht Blättern niederländischer Landschaften mit Staffage in der Aquatinta-Technik. Von ihm stammen auch zwei malerische Ansichten von Haarlem und Muiderberg. Als hervorragendstes Werk des Künstlers gilt die Folge Een Steel van twee Kunstplaten, zynde gezichten in het Geyn, geteekend en gegraveerd door Jan Evert Grave (Amsterdam 1794).